# Любахи
Любахи (укр. Любахи) — село во Владимирецкой поселковой общине Варашского района Ровненской области Украины.
До 2020 года входило во Владимирецкий район.
Население по переписи 2001 года составляло 631 человек. Население в 2024 году составляло 631 человек. Почтовый индекс — 34362. Телефонный код — 3634. Код КОАТУУ — 5620886601.